# Punsch

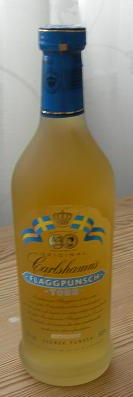
Flaggpunsch.

Punsch är en söt arraksbaserad spritdryck som innehåller vanligen 25 volymprocent alkohol och 30 procent socker. Punsch förekommer i stort sett endast i Sverige och Finland. "Svensk Punsch" är en skyddad geografisk beteckning.

## Ordet
Det är oklart varifrån ordet punsch kommer. En teori är från puncheons, de träfat arraken fraktades i, eller från det engelska ordet punch, som betyder varm toddy eller bål. En annan teori är att ordet kommer från hindis ord för fem, pañc, och anspelar på de fem ingredienser som punschen ursprungligen hade: arrak, socker, citronsaft, vatten och te. Även om ursprunget är indiskt kan det komma från persiskans panj ("fem") eftersom persiska var administrativt språk i det Brittiska Indien och engelsmännen lärde sig persiska för att kunna styra på ett effektivt sätt.

## Historia

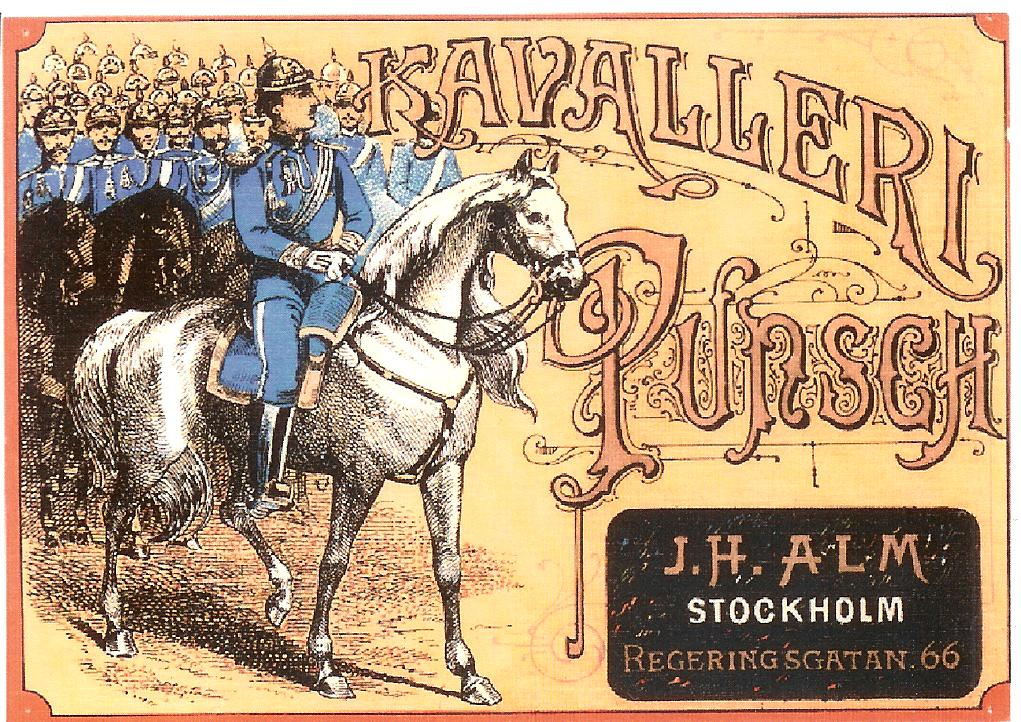
Kungliga Livgardet till hästs favoritpunsch. I täten för truppen: Prins Carl.

Punsch introducerades i Sverige efter Ostindiska kompaniets första oktroj 1731–1746 då detta importerade arrak från Java. Första gången punschen beskrivs i litteraturen är på finländsk mark i samband med ett slädparti ut till en herrgård i Pikis vintern 1748, där generalguvernör Gustaf Fredrik von Rosen stod som värd. Händelsen är som så många andra från denna tid beskriven av amiral Carl Tersmeden. Den som vid den här tiden beställde punsch på krog fick då ange vilken blandning av de fem ingredienserna man ville ha. Särskilt fin ansågs den punsch vara som rullats, det vill säga förvarats på tunna under en längre skeppstransport. Under 1800-talet dracks punsch flitigt som avec, vilket då gav namn åt inglasade verandor, så kallade punschverandor. Idag är punschdrickandet kanske mest utbrett inom studentkulturen.
I Carl Michael Bellmans sånger kallas punschen rack efter arraken som ingår.

## Serveringstemperatur

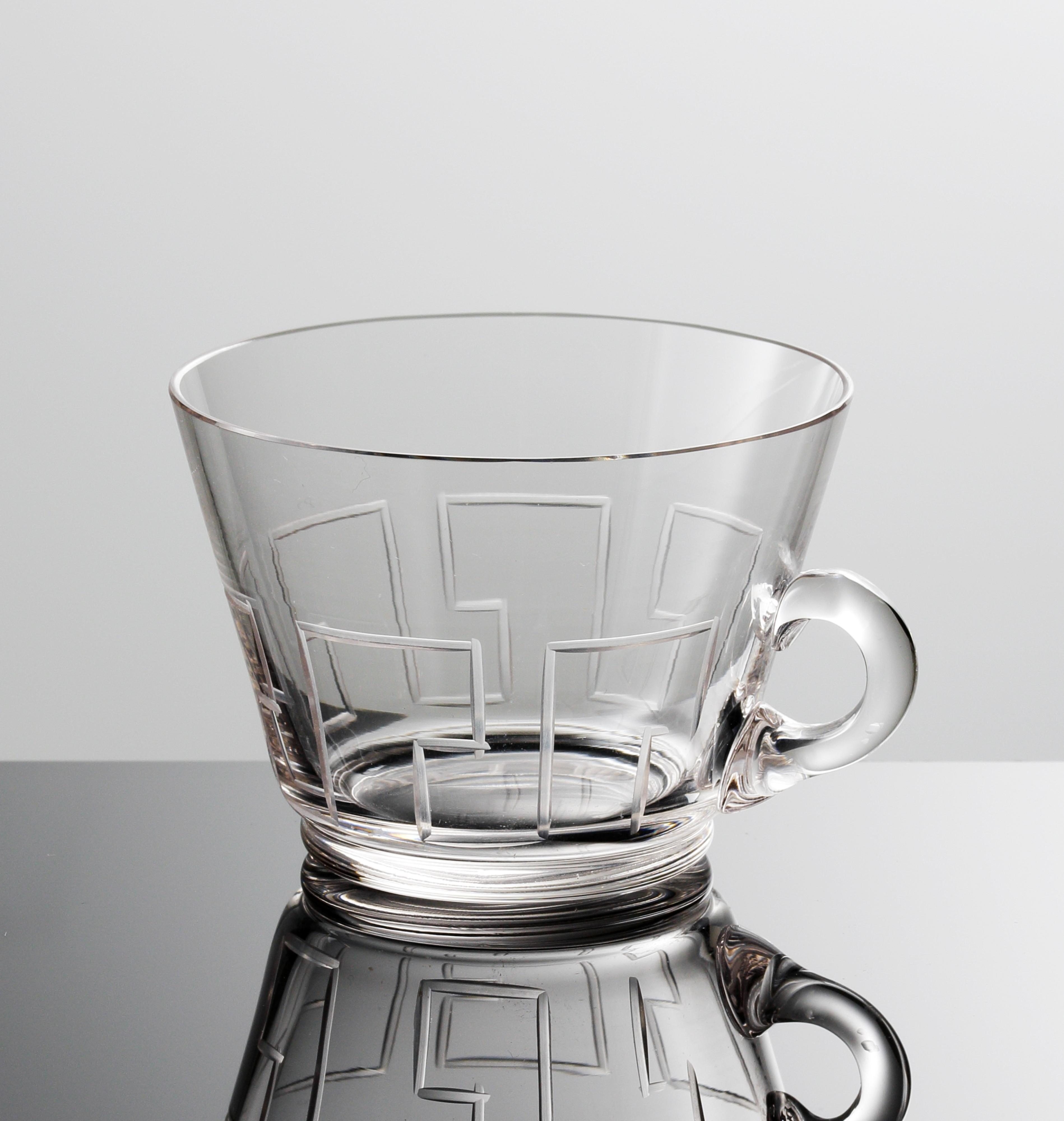
Punsch dricks ofta i speciella punschkoppar. Här en formgiven av Gerda Strömberg på 1930-talet för Eda glasbruk.

När punschen kom till Sverige dracks den oftast varm precis som andra spritdrycker under 1700-talet. Vanan att dricka spritdrycker varma lever kvar i bruket att dricka varm punsch till ärtsoppa. Det var först i mitten av 1800-talet man började dricka den kall, där Johan Cederlunds firma blev den första att erbjuda en fabriksbryggd punsch på flaska. Kall punsch är vanligt förekommande som avec inte minst i studentlivet. Det finns flera dryckesvisor som är särskilt tillägnade punschen. Punschen serveras traditionellt i glas- eller silvermugg med öra oavsett om den dricks varm eller kall. Kyld punsch serveras ofta med dryckeskärlet på en bädd av is men sällan med isbitar i punschen.

## Kända punschsånger

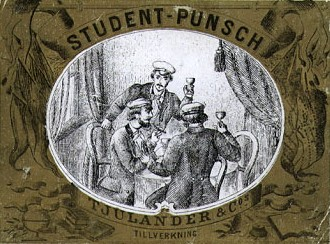
Studentpunsch, etikett från 1800-talet.

Precis som många andra drycker finns det gott om sånger skrivna till punschens ära t.ex.:
- Punschen kommer (sjungs medan punschen serveras; melodi: valsen från operetten Glada änkan)
- Svensk punschsång (Text: Troligtvis Edvard Blom (farfarsfarbror till Edward Blom), melodi: Frihet bor i Norden av Gunnar Wennerberg)
- Varför är där ingen is till punschen? (Povel Ramel) Sången var en reaktion mot sekelskiftesromantiken, varpå[förtydliga] Ramel skrev texten om "Herr Patrik" som ondgör sig över att det inte finns någon is till hans punsch efter en "sju-åtta rätters 'luns'", allt medan pigan fryser i sin kammare; smeden är döende efter att en försupen tandläkare felbehandlat honom; och iskarlen – som avslöjas ha avlidit i kolera – har lämnat efter sig änka och svältande barn.

## Punschformationer
Under den andra halvan av artonhundratalet slog punschen igenom stort i studentlivet, och i och med det började man på krogarna beställa in olika formationer på punschen, som fick olika fyndiga smeknamn.
- "Kyrka" – två helbuteljer tillsammans och två halvbuteljer bakom dem.
- "Katedral" – en helbutelj i mitten och runt den sex halvbuteljer.
- "Hednahus" – en hink fylld med halvbuteljer.
- "Avgudahus/-tempel" – fyra helbuteljer på sidorna och fyra halvbuteljer i mitten, eller fyra helbuteljer i mitten och fyra halvbuteljer på sidorna.

## Punschdrinkar
Punsch är inte en särskilt vanlig ingrediens i drinkar men det finns ändå några kända varianter.
- Guldkant[7] (4 cl konjak, 2 cl punsch)
- Karlströmmare[8] (4 cl whiskey, 2 cl punsch. Namngiven efter Bo Karlström)
- Punsch Royal[9] (4 cl punsch, 10 cl champagne)